# Justizvollzugsanstalt Garmisch-Partenkirchen
Die Justizvollzugsanstalt Garmisch-Partenkirchen des Freistaates Bayern in Garmisch-Partenkirchen ist verwaltungs- und versorgungsmäßig der JVA Landsberg am Lech angegliedert. Das Gebäude der JVA ist auf Basis des Denkmalschutzgesetzes vom 1. Oktober 1973 ein Baudenkmal, die Akten-Nummer lautet D-1-80-117-41. 

## Historische Entwicklung
Das Gebäude wurde 1894 bis 1896 errichtet und diente bis Januar 1960 dem Amtsgericht Garmisch-Partenkirchen als Quartier. Der traufseitige Trakt mit Giebelrisalit besitzt Dächer mit Überstand und eine spätklassizistische Putzgliederung. Der Zellentrakt ist rückseitig angeschlossen. Das Grundstück liegt an der Burgstraße und hat eine Größe von 2386 m².

## Allgemeines
Bis zum 31. Dezember 1977 wurde die Justizvollzugsanstalt vom Amtsgericht Garmisch-Partenkirchen geleitet. Anschließend wurde sie der Justizvollzugsanstalt Landsberg am Lech angegliedert. Die JVA Garmisch-Partenkirchen ist nur für die Vollstreckung von Erstvollzug bis zu 18 Monaten und von Regelvollzug bis zu einem Jahr vorgesehen. Vollstreckt wird nur an Männern aus dem Amtsgerichtsbezirk Garmisch-Partenkirchen.
Die Haftanstalt hat eine Belegungsfähigkeit von derzeit 51 Haftplätzen, davon neun Einzel- und 42 Gemeinschaftshaftplätze. Am 30. November 2000 befanden sich 47 Gefangene in der Anstalt, am 31. Dezember 2018 waren es 45 Gefangene. Die durchschnittliche Belegung in der Anstalt betrug ca. 43 Gefangene in den Kalenderjahren 2017 und 2018.
Die ehemalige Frauenabteilung wurde geschlossen und in eine Freigängerabteilung umgebaut. Damit hat sich die Belegungssituation etwas entspannt.